# はなぶさ竜介
はなぶさ 竜介（はなぶさ りゅうすけ、1961年〈昭和36年〉3月11日 - 2017年〈平成29年〉1月24日）は、神奈川県川崎市出身のドラマー。英竜介、はなぶさ龍介などの種々な表記を使う。
愛称はリュースケ。

## 来歴・人物
1985年にTHE BLUE HEARTSの初代ドラマーとして参加するも、1986年3月に脱退。THE BLUE HEARTSのベスト・アルバム『SUPER BEST』に収録されている『1985』を演奏している。
その後、野本直美・織田哲郎・中村あゆみなどのレコーディングやツアーで活躍するかたわら、ビーイング系などのスタジオセッションにも参加。代表的な楽曲は、ZARDの『負けないで』など。
1994年頃からは表立った音楽活動からは身を引き、損害保険の調査員やトラック・タクシーのドライバーなどを経験したのち、ホテルなどで馬車を運行する会社を立ち上げた。
2017年1月24日、白血病のため死去。55歳没。